# Boise Cascade
Boise Cascade ist ein US-amerikanischer Hersteller und Händler von Baustoffen aus Holz. Das Unternehmen vertreibt 60 % der selbst hergestellten Produkte über die eigene Großhandelssparte. Im Jahr 2019 waren sogenannte EWPs (Engineered Wood Products) für rund 57 % des Umsatzes verantwortlich. In diese Produktsparte fallen vorgefertigte Balken aus gebundenen Holzpartikeln. Weitere 30 % des Umsatzes entfielen auf Furniersperrholz und 4 % auf einfaches Bauholz.
Boise Cascade entstand 1957 durch die Fusion der Boise-Payette Lumber Company mit der Cascade Lumber Company.
Es besteht keine Verbindung zwischen Boise Cascade und dem kanadischen Papierhersteller Cascades oder Boise Paper, einer Marke der Packaging Corporation of America. 